# 木村拓
木村 拓（きむら たく、1979年2月5日 - ）は日本の男性声優。ACT.OZを経て、AstralBlaze→AUspicious所属。北海道出身。
かつてはマウスプロモーションに所属していた。

## 出演

### テレビアニメ
2004年
- 下級生2〜瞳の中の少女たち〜（砂吹望）

2005年
- CLUSTER EDGE（クラスター生徒）
- トリニティ・ブラッド（アントワープ伯 メムリング）

2006年
- あさっての方向。（運送員、若者）
- おろしたてミュージカル 練馬大根ブラザーズ（宇宙人B、近所の住人、機動隊員）
- かしまし 〜ガール・ミーツ・ガール〜（ナンパ男A）
- Kanon（第2作）（TV内探検隊）
- ちょこッとSister（ヤンキーA）
- NARUTO -ナルト-（黒服・百人隊）
- XXXHOLiC（生徒達）
- 護くんに女神の祝福を!（我孫子恒夫）
- らぶドル Lovely Idol（客1、エンジニア、客、スタッフ）

2007年
- 風のスティグマ（若者）
- CLANNAD -クラナド-（男子生徒）
- ケロロ軍曹（キャスター、教官）
- 東京魔人學園剣風帖 龍龍（男性リポーター、高校生B、男）
- ひとひら（空手部員）
- もやしもん（覆面男B、学生I）

2008年
- 破天荒遊戯（男）

2010年
- ヨスガノソラ（奈緒の父）

2015年
- コンクリート・レボルティオ〜超人幻想〜（島津星七）

2016年
- コンクリート・レボルティオ〜超人幻想〜 THE LAST SONG（島津星七、映画の芳村兵馬役）

### 劇場アニメ
- 劇場版 NARUTO -ナルト- 疾風伝（2007年）

### ゲーム
- ジェットインパルス（2007年）
- スペクトラルフォース ジェネシス（2008年、ゼルディ、マガチ・トイズ）
- 剣と魔法と学園モノ。3（2010年、ディアボロス・男）

### ドラマCD
- 聖痕のクェイサー 〜皇女の卵〜（2007年、伍長）

### 吹き替え
- ER緊急救命室
  - シーズンXI - XII（KJ〈ジョーダン・キャロウェイ〉）
  - シーズンXI - XV（チャズ・プラット〈サム・ジョーンズ3世〉）
- カンフー・モンスター（ガクサンオウ〈ワン・タイリー〉）
- CSI:マイアミ
- 笑傲江湖（大有、禿筆翁）
- マーニーと魔法の書（スチュワート）
- 名探偵モンク3 #8